# تارا باک
تارا باک (انگلیسی: Tara Buck؛ زادهٔ ۱۶ مارس ۱۹۷۵) یک هنرپیشه اهل ایالات متحده آمریکا است.

## فیلم‌شناسی
از فیلم‌هایی که او در آن نقش داشته می‌توان به خون حقیقی، ذهن‌های مجرم، ان‌سی‌آی‌اس، فردا تو رفتی و پرونده‌های اکس اشاره کرد.